# Jarnbardur
Jarnbardur er en færøsk robåd i klassen seksmandefarer (6. mannafør). Den tilhører Róðrarfelagið Knørrur og har specielt hos kvinder siden sin entré i 1990 gjort sig berømt ved at være den mest vindende båd i færøsk kaproning i nyere tid.
Jarnbardur har – ligesom alle både hos Róðrarfelagið Knørrur – sit navn efter kvædet om Ormen Lange. Andre både hos foreningen er Jallurin, Pílur, Tambar, Herningur, Knørrur, Ormurin Langi og Kongurin. 